# Regno (biologia)

Un'ipotesi di relazioni eucariotiche, modificata da Simpson e Roger (2004)

Il regno è il gruppo tassonomico di livello gerarchico più elevato condiviso da ogni classificazione scientifica, fu introdotto da Linneo. Il livello superiore, successivamente introdotto, è il dominio.

## Storia della divisione dei regni
Originariamente Linneo divise il mondo dei viventi, secondo il criterio della mobilità, nei regni animali e vegetali: Animalia e Plantae.
Col procedere delle conoscenze biologiche tale divisione risultò insostenibile in quanto ad esempio:
- il regno vegetale comprendeva sia autotrofi che eterotrofi come i funghi;
- tra i microorganismi, specie affini risultavano appartenere a regni diversi come ad esempio nei flagellati;
- i vegetali comprendevano organismi sia eucarioti che procarioti, poiché i batteri furono inizialmente inseriti tra i Vegetali.

Oggi sono tipicamente riconosciuti, a seconda degli schemi classificativi adottati, fino a sette diversi regni, variamente aggregati dai diversi autori, e con concessione o meno del taxon di regno alla relativa suddivisione. Esistono inoltre altre classificazioni più fitte, condivise scientificamente, per adesso, da un ridotto numero di ricercatori.
1. Bacteria, batteri o solo eubatteri, in senso stretto, ovvero privati degli archei, comprendente la maggior parte dei procarioti.
2. Archaea, archeobatteri o solo archei, procarioti con caratteristiche biochimiche uniche, principalmente di composizione della membrana cellulare, spesso viventi in condizioni ambientali estreme per composizione chimica, pressione e temperatura, definiti da Carl Woese nel 1977.
3. Protista, protisti, o protozoi in senso stretto, costituito dagli Eucarioti unicellulari o pluricellulari, privi di differenziamento in tessuti, esclusi i Funghi.
4. Chromista, ora Chromalveolata; cromisti eucarioti unicellulari o pluricellulari, per la maggior parte fotosintetici, con caratteristiche proprie, come il reticolo periplastidiale, cloroplasto costituito da quattro membrane etc, definiti da Thomas Cavalier-Smith nel 1981 (controversa l'attribuzione di regno al gruppo che pare essere polifiletico).
5. Fungi, funghi, eucarioti eterotrofi, unicellulari o pluricellulari, individuati da alcune particolarità strutturali e metaboliche.
6. Animalia, animali, costituito dagli organismi eterotrofi con differenziamento cellulare.
7. Plantae, piante, costituito dagli organismi autotrofi con differenziamento cellulare (e per alcuni studiosi anche senza tale differenziamento).

Oltre a questi è riconosciuto in biologia (con valore controverso in quanto non appartenente ai biota e perché polifiletico) un ottavo "regno", quello dei Virus e affini (come i viroidi ed altri), che comprende tutti gli organismi con genoma di DNA o RNA privi di struttura cellulare.
La situazione descritta è accolta nella sostanza da tutti gli studiosi, con qualche variante, che riflette il dibattito scientifico sull'origine e sull'evoluzione della vita.

Una classificazione più dettagliata può essere: 
1. Bacteria, batteri o solo eubatteri, in senso stretto, ovvero privati degli archaea; comprendente la maggior parte dei procarioti;
2. Archaea, procarioti con caratteristiche biochimiche uniche; principalmente di composizione della membrana cellulare, spesso viventi in condizioni ambientali estreme per composizione chimica, pressione e temperatura, definiti da Carl Woese nel 1977;
3. Excavata
4. Rhizaria
5. Chromalveolata, cromisti eucarioti unicellulari o pluricellulari; per la maggior parte fotosintetici, con caratteristiche proprie, come il reticolo periplastidiale, cloroplasto costituito da quattro membrane etc, definiti da Thomas Cavalier-Smith nel 1981 (controversa l'attribuzione di regno al gruppo che pare essere polifiletico);
6. Archaeplastida, piante; costituito dagli organismi autotrofi con differenziamento cellulare (e per alcuni studiosi anche senza tale differenziamento):
  1. Piante verdi e alghe verdi
  2. Glaucophyta
  3. Rhodophyta;
7. Amoebozoa
8. Fungi, funghi eucarioti eterotrofi, unicellulari o pluricellulari; individuati da alcune particolarità strutturali e metaboliche;
9. Cristidiscoidea
10. Ichthyosporea
11. Choanoflagellata
12. Metazoi, animali; costituito dagli organismi eterotrofi con differenziamento cellulare.

## Progressione schematica della classificazione dei regni e dei domini
| Haeckel (1894) Tre regni | Whittaker (1969) Cinque regni | Woese (1977) Sei regni | Woese (1990) Tre dominî | Cavalier-Smith (2004) Due dominî e sette regni | Cavalier-Smith (2004) Due dominî e sette regni |
| ------------------------ | ----------------------------- | ---------------------- | ----------------------- | ---------------------------------------------- | ---------------------------------------------- |
| Animalia                 | Animalia                      | Animalia               | Eukarya                 | Eukaryota                                      | Animalia                                       |
| Plantæ                   | Fungi                         | Fungi                  | Eukarya                 | Eukaryota                                      | Fungi                                          |
| Plantæ                   | Plantæ                        | Plantæ                 | Eukarya                 | Eukaryota                                      | Plantæ                                         |
| Plantæ                   | Protista                      | Protista               | Eukarya                 | Eukaryota                                      | Chromista                                      |
| Protista                 | Protista                      | Protista               | Eukarya                 | Eukaryota                                      | Protista                                       |
| Protista                 | Monera                        | Eubacteria             | Bacteria                | Prokaryota                                     | Bacteria                                       |
| Protista                 | Monera                        | Archeabacteria         | Archaea                 | Prokaryota                                     | Archaea                                        |

| Simpson e Roger (2004) Due dominî e 12 regni | Simpson e Roger (2004) Due dominî e 12 regni |
| -------------------------------------------- | -------------------------------------------- |
| Eukaryota                                    | Animalia                                     |
| Eukaryota                                    | Choanoflagellata                             |
| Eukaryota                                    | Ichthyosporea                                |
| Eukaryota                                    | Cristidiscoidea                              |
| Eukaryota                                    | Fungi                                        |
| Eukaryota                                    | Amoebozoa                                    |
| Eukaryota                                    | Archæplastida                                |
| Eukaryota                                    | Chromalveolata                               |
| Eukaryota                                    | Rhizaria                                     |
| Eukaryota                                    | Excavata                                     |
| Prokaryota                                   | Bacteria                                     |
| Prokaryota                                   | Archaea                                      |